# Wilhelm Koch-Bode
Wilhelm Koch-Bode (* 12. Dezember 1944), bis 1988 Wilhelm Koch, ist ein deutscher Gerontologe und Hörgeschädigtenpädagoge.

## Werdegang
Koch-Bode studierte Kunst an der Staatlichen Kunstschule Bremen und an der École Nationale Supérieure des Beaux-Arts Paris. Danach erwarb er Lehramtsqualifikationen für Grund- und Hauptschulen, Realschulen (Kunst / Deutsch) und Sonderschulen und promovierte in Erziehungswissenschaft (Dr. phil.). Das Sonderpädagogikstudium erfolgte postgradual an der Pädagogische Hochschule Hannover in der Fachrichtung Sprachbehindertenpädagogik (1976–1978) und an der Universität Hamburg in Gehörlosen- und Schwerhörigenpädagogik (1985–1986).
Von 1972 bis 1984 arbeitete Koch-Bode an Grund- und Hauptschulen sowie an Schulen für Lernbehinderte in den niedersächsischen Landkreisen Cloppenburg und Wardenburg. Von 1979 bis 1982 wirkte er am damaligen „Modellversuch Einphasige Lehrerausbildung an der Universität Oldenburg“ als Kontaktlehrer für den Bereich Sonderpädagogik mit. Danach war er am Landesbildungszentrum für Hörgeschädigte Osnabrück tätig, bevor er 1994 Leiter der „Sonderschule der Karl-Luhmann-Heime“ in Osnabrück wurde, einer (2012 aufgelösten) Bildungseinrichtung für gehörlose Kinder und Jugendliche mit zusätzlichen Behinderungen. Dort gehörte er zeitweise dem Vorstand der „Hilfe für Hörgeschädigte in Niedersachsen e. V.“ an, dem damaligen Trägerverein von Schule, Heimen und Werkstätten.
Dadurch wurde Koch-Bode, über Fragen der Entwicklung und Förderung junger Gehörloser hinausgehend, auf Bedarfslagen und Lebenssituationen erwachsener Menschen mit einer hochgradigen Hörbeeinträchtigung, insbesondere im Kontext von Alter(n), aufmerksam. Von 1996 bis 1998 absolvierte er an der Universität Vechta berufsbegleitend den Weiterbildungsstudiengang Gerontologie mit dem Abschluss Diplom-Gerontologe.
1999 wechselte Koch-Bode als schulfachlicher Dezernent in die Bildungsverwaltung und wurde Direktor beim Niedersächsischen Landesamt für Lehramtsprüfungen bzw. – nach Umbenennung – für Lehrerbildung und Schulentwicklung in Hildesheim. In dieser Funktion leitete er die Außenstelle Oldenburg und war hauptsächlich für die (seinerzeit in behördlicher Regie durchgeführten) Ersten Staatsprüfungen für Lehrämter zuständig.
2004 ging er als Studiendirektor in den Ruhestand. Bis 2008 betätigte er sich als nebenamtliche Lehrkraft an der Berufsfachschule Altenpflege der Diakonie in Osnabrück sowie als Lehrbeauftragter an der Carl von Ossietzky Universität Oldenburg. 2007 graduierte Koch-Bode im weiterbildenden Studiengang Erwachsenenbildung an der TU Kaiserslautern zum M.A.

## Wirkung
Seine Themenschwerpunkte sind: Teilhabe von Menschen mit einer auditiven Beeinträchtigung, Bildungs- und Unterrichtsarbeit mit mehrfachbehinderten gehörlosen Kindern und Jugendlichen, Alter(n) unter Bedingungen auditiver Probleme, Aspekte der Geragogik, z. B. Möglichkeiten kognitiver Förderung.
In Veröffentlichungen befasste Koch-Bode sich u. a. mit grundlegenden Kriterien des Unterrichts und der Fördermaßnahmen für junge gehörlose Menschen, besonders solcher, die von zusätzlichen Behinderungen (meist geistigen Beeinträchtigungen) betroffen sind. In der Beschreibung genereller Anforderungen an die schulische Situation der Angehörigen dieses Personenkreises sprach er sich – lange vor Beginn der Inklusionsdebatte – für vorrangig gemeinsamen Unterricht aus, allerdings bei Erhalt doppelter Strukturen.
In seiner Untersuchung „Prälingual Gehörlose im Alter“ (1999) analysierte Koch-Bode Probleme und Belastungsfaktoren, die für diesen Personenkreis eine wesentliche Rolle spielen, stellte relevante lebensweltliche Bezüge dar und lenkte die Aufmerksamkeit auf die Belange Betroffener. Die Studie gilt als initial zu dieser Thematik in Deutschland. Mit der „Selbsthilfegruppenstudie Hören“ (2008) wies er u. a. auf persönlichkeitsstärkende Faktoren, Lernchancen, Handlungsoptionen und rehabilitative Wirkungen hin, die dem Menschen mit einer Schwerhörigkeit oder Spätertaubung im Gruppendiskurs zuteilwerden können und gab Impulse für die praktische Selbsthilfegruppenarbeit.

## Veröffentlichungen (Auswahl, nach 1990)
- Destruktives Verhalten von Kindern – psychologische, allgemein- und hörgeschädigtenpädagogische Aspekte. In: Hörgeschädigtenpädagogik. 46. Jg., Nr. 6, 1992, S. 342–361.
- Hörgeschädigte Schülerinnen und Schüler mit Geistigbehinderung – Schulische Situation, integrative Gesichtspunkte, Arbeitschancen. In: Hörgeschädigtenpädagogik.  50. Jg., Nr. 3, 1996, S. 170–182.
- Das Normalisierungsprinzip – (k)ein geeignetes Reformkonzept für die Arbeit mit mehrfachbehinderten Hörgeschädigten? In: A. Leonhardt (Hrsg.): Mehrfachbehinderte mit Hörschäden. Luchterhand, Neuwied 1998, S. 242–259.
- Prälingual Gehörlose im Alter. (= Studien zur Pädagogik, Andragogik und Gerontagogik. Bd. 42). Lang, Frankfurt am Main 1999.
- Erziehungsbedürfnisse und schulische Förderung von hörgeschädigten Kindern und Jugendlichen mit geistiger Behinderung. In: E. Fischer (Hrsg.): Pädagogik für Kinder und Jugendliche mit mehrfachen Behinderungen. Borgmann, Dortmund 2000, S. 315–343.
- Impulse aus der „transformativen Erwachsenenbildung“ von Jack Mezirow für Lernprojekte Schwerhöriger und Spätertaubter. In: Hörgeschädigtenpädagogik. 61. Jg., Nr. 1, 2007, S. 4–11.
- Selbsthilfegruppenstudie „Hören“ – Eine qualitative Untersuchung bei Mitgliedern von Selbsthilfegruppen für Menschen mit einer Schwerhörigkeit oder Spätertaubung. Oldenburger VorDrucke 570/08. Didaktisches Zentrum (diz) – Carl von Ossietzky Universität Oldenburg, 2008.
- Emotionslernen in Selbsthilfegruppen für Menschen mit einer Schwerhörigkeit oder Spätertaubung. In: hörgeschädigte kinder – hörgeschädigte erwachsene. 45. Jg., Nr. 4, 2008, S. 153–165.

## Auszeichnung
- 1998: Gerontologiepreis der Stadt Vechta[20][21][22]